# 卡尔维区
卡尔维区（法語：arrondissement de Calvi）是法国科西嘉大区上科西嘉省的一个区。总面积1338.4平方公里，总人口30290，人口密度23人/平方公里（2018年）。主要城镇为卡尔维。

## 辖区
卡尔维区辖有51个市镇。